# Heteroconis madangensis
Heteroconis madangensis är en insektsart som beskrevs av Meinander 1990. Heteroconis madangensis ingår i släktet Heteroconis och familjen vaxsländor. Inga underarter finns listade i Catalogue of Life.